# Sve je rasvijetljeno
 Ovo je glavno značenje pojma Sve je rasvijetljeno. Za druga značenja pogledajte Sve je rasvijetljeno (razdvojba).
Sve je rasvijetljeno prvi je roman mladog spisatelja Jonathana Safrana Foera, objavljen 2002. godine.

## Radnja
Roman prikazuje doživljaje mladog američkog Židova u potrazi za ženom koja je prije mnogo godina spasila njegova djeda od smrti u malom ukrajinskom gradiću kojeg su pokorili nacisti, a kroz kojeg ga vode brbljavi ukrajinski tumač jezika i njegov mrzovoljni djed.

## Nagrade
- 2002. Guardian First Book Award
- New York Times Notable Book za 2002. godinu

## Hrvatsko izdanje
Knjigu je na hrvatski jezik preveo Marinko Raos, a izdana je 2004. u mekom uvezu, pod okriljem kuće Vuković & Runjić. ISBN 953-6791-52-8.

## Filmska adaptacija
Film Sve je rasvijetljeno redatelja Lieva Schreibera s Elijahom Woodom u glavnoj ulozi trenutno je u post-produkcijskoj fazi, a najavljen je za 19. rujna 2005. godine.

## Vanjske poveznice
- Salon.com o knjizi Sve je rasvijetljeno